# ハウジー
ハウジー（Housie）、或いはビンゴ（Bingo）は、イギリス・オーストラリア・ニュージーランドで広く行われているゲームである。
日本で通例「ビンゴ」と呼ばれている5×5のマスに書かれた数字を縦・横・斜めのいずれか一列揃えることを目的とするゲームはアメリカ式ビンゴのことであり、本項のイギリス式ビンゴとはルールが異なる別のゲームである。本項では、オーストラリア及びニュージーランドでの呼称に従い「ハウジー」で統一する。

## 概要

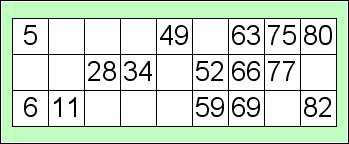
ハウジーのカード（一例）

ハウジーでは、5×5の25マス（中央はフリーゾーン）のカードにあらかじめ数字が書かれているアメリカ式ビンゴと異なり縦3マス×横9マスの合計27マスのカードを使用する。各列は5マスに数字が書かれており、4マスは空欄となっている。縦のマスは左から1〜9、10〜19、20〜29……80〜90の数字が書かれており、縦のマスには最低1つ数字を埋めなければならないことになっている。
上記のカードを使用する相違点を除けば進行方法はアメリカ式ビンゴとほぼ同じであり、司会者がランダムにコールする数字がカードに書かれていれば随時、チェックを入れて行く。横1列の数字5つにチェックが入ったらライン（Line）、2列でラインズ（Lines）、3列全てでハウス（House）と宣言する。

### 特殊なコール
14を日付の2月14日にちなんで「Valentine's Day」、22を2羽のアヒルに見立てて「Ducks」、65を老齢年金の受給開始年齢に引っかけて「Old Age Pension」と呼ぶなどの特殊なコールが存在する。これらのコールは主に数字の読み間違い・聞き間違いを防止する目的で使用される。

## 収益源としてのハウジー
イギリスやオーストラリア・ニュージーランドでは公営または民営のハウジー（ビンゴ）・ホールが数多く運営されている。また、チャリティーの手段としても幅広く活用されており、週末ごとにハウジー（ビンゴ）大会で主婦や高齢者がゲームに興じる光景も珍しくない。
また、オンラインカジノで提供されているビンゴの多くはイギリス式（ハウジー）を採用している。